# Ixodes angustus
Ixodes angustus es una especie de garrapata del género Ixodes, familia Ixodidae. Fue descrita científicamente por Neumann en 1899.

## Descripción
Las hembras adultas miden aproximadamente 2 mm sin alimentarse y pueden crecer hasta 7 mm cuando se alimentan de sangre. Poseen una placa dorsal no ornamentada en forma de diamante (también conocida como escudo) con bordes redondeados. Los palpos son largos, con forma de medio diamante (borde exterior recto y borde interior redondeado). Los machos adultos crecen alrededor de 2 mm y no pueden llenarse de sangre ya que su placa trasera inflexible se extiende para cubrir todo el lado dorsal. Los palpos son mucho más pequeños, más gruesos y más ovulares que las hembras.

## Ciclo de vida
I. angustus tiene un ciclo de vida de múltiples etapas que consta de huevo, larva, ninfa y etapa adulta. Pueden completar este ciclo de vida en 7 meses bajo temperaturas suaves, un período más corto que la mayoría de los otros Ixodes. Las larvas de I. angustus eclosionan después de aproximadamente 73 días y se alimentan de sangre de un vertebrado, con mayor frecuencia un pequeño mamífero como una ardilla o un ratón. Estas comidas tienen lugar durante un período de alimentación de entre 3 días, cuya proteína permite que las larvas se conviertan en ninfas después de un promedio de 60 días. Las ninfas se alimentan nuevamente durante aproximadamente 3 días de vertebrados antes de convertirse en adultos después de un promedio de 30 días. Las hembras adultas se alimentarán durante unos 7 días de un huésped vertebrado antes de poner huevos en un período de 16 días. Los machos adultos rara vez se encuentran en los anfitriones y, por lo tanto, se supone que esperan parejas potenciales en o alrededor del nido de su anfitrión anterior.

## Distribución
Tiene una amplia distribución en América del Norte y se ha registrado en todas las provincias canadienses excepto Saskatchewan (aunque se sospecha que habita allí), la mayoría de los estados continentales de los Estados Unidos, y el estado mexicano de Coahuila. Ha habido varios registros erróneos de I. angustus en América del Sur y Central, pero hasta el momento no hay registros neotropicales auténticos de la especie. Dentro de este extenso rango, I. angustus es más frecuente en hábitats fríos y húmedos, como zonas boreales, montañosas y ribereñas.